# Longlegs
Longlegs ist ein Horror-Thriller von Oz Perkins. Der Film mit Maika Monroe, Blair Underwood, Nicolas Cage, Alicia Witt und Kiernan Shipka in den Hauptrollen kam am 12. Juli 2024 in den USA in die Kinos. Der deutsche Kinostart folgte am 8. August 2024.

## Handlung
Nachdem die junge FBI-Agentin Lee Harker bei der Ergreifung eines Serienmörders einen sechsten Sinn bewiesen hat, wird sie von ihrem Vorgesetzten Agent Carter mit einem bislang ungelösten Fall eines Serienmörders betraut, der sich „Longlegs“ nennt. Diesem ist es irgendwie gelungen, mehrere Väter dazu zu bringen, ihre Familienangehörigen abzuschlachten und danach Selbstmord zu begehen, ohne selbst ihr Haus betreten zu haben. Ebenso unerklärlich ist eine persönliche Nachricht, die er in Harkers Arbeitszimmer hinterlässt, in der er ankündigt, auch in Zukunft wieder zu töten.
Harker versucht Longlegs' Briefe zu entschlüsseln, die satanische Symbole und Codes enthalten. Bei ihren Ermittlungen entdeckt sie nicht nur Hinweise auf Verbindungen zu okkulten Praktiken, sondern unerwartet auch eine sehr persönliche Verbindung zwischen dem Mörder und ihr.

## Produktion

### Filmstab und Besetzung
Regie führte Oz Perkins, zu dessen bekannteren letzten Arbeiten der Horrorthriller Die Tochter des Teufels von 2015 mit Emma Roberts, Lucy Boynton und Kiernan Shipka in den Hauptrollen und der Horrorfilm I Am the Pretty Thing That Lives in the House von 2016 mit Ruth Wilson und Bob Balaban in den Hauptrollen gehören. Perkins schrieb auch das Drehbuch für Longlegs.
Maika Monroe spielt in der Hauptrolle die FBI-Agentin Lee Harker. Nicolas Cage spielt in der Titelrolle den „Longlegs“ genannten Serienkiller, auf dessen Fall sie angesetzt wird. Blair Underwood spielt Harkers Vorgesetzten Agent Carter und Alicia Witt ihre Mutter Ruth Harker. Kiernan Shipka spielt Carrie Anne Camera, die einzige bekannte Person, die einen Angriff von „Longlegs“ überlebte. Lisa Chandler spielt deren Mutter. Weitere Rollen wurden mit Erin Boyes, Dakota Daulby und Vanessa Walsh besetzt. Auch Bea Perkins, die Tochter des Regisseurs, ist im Film zu sehen. Das Casting übernahmen Mark Bennett, Errin Lally und Annalese Tilling.

### Dreharbeiten und Filmmusik
Die Dreharbeiten fanden Anfang 2023 in Vancouver statt. Als Kameramann fungierte Andres Arochi. Er war zuvor lediglich für Werbefilme, Musikvideos und Kurzfilme tätig, unter anderem bei dem in der Casa Gilardi des legendären mexikanischen Architekten Luis Barragán gedrehten Kurzfilm Ecos. Etwa zeitgleich mit Longlegs drehte Arochi den Horrorfilm Sun von Dominic Lahiff und sein eigenes Regiedebüt Luto.
Die Filmmusik komponierte der US-amerikanische Singer-Songwriter und Folk-Rocker Elvis Perkins unter seinem Pseudonym ZILGI. Das Soundtrack-Album mit insgesamt 25 Musikstücken wurde am 12. Juli 2024 von Milan Records als Download veröffentlicht. Auf dem Album finden sich auch zwei Stücke des Sounddesigners Eugenio Battaglia und das Lied Water von Melody Carrillo feat. Elizabeth Wight.

### Marketing und Veröffentlichung
Der erste Trailer wurde Anfang Februar 2024 vorgestellt. Die Premiere des Films erfolgte am 31. Mai 2024 beim Beyond Festival in Los Angeles. Am 12. Juli 2024 ist Longlegs in die US-amerikanischen Kinos gekommen. Am darauffolgenden Tag wurde er als Abschlussfilm des Neuchâtel International Fantastic Film Festivals gezeigt. Die Veröffentlichung des zweiten Trailers erfolgte Mitte Juli 2024. Ende Juli 2024 wird Longlegs im Rahmen der Filmkunstwochen München vorgestellt. Der Kinostart in Deutschland und in der Deutschschweiz erfolgte am 8. August 2024.

### Synchronisation
Die deutsche Synchronisation entstand nach einem Dialogbuch von Klaus Bickert und unter der Dialogregie von Martin Halm im Auftrag der RC Production Kunze & Wunder GmbH & Co. KG in Berlin.
| Darsteller        | Synchronsprecher  | Rolle                   |
| ----------------- | ----------------- | ----------------------- |
| Nicolas Cage      | Martin Keßler     | Longlegs / Dale Cobble  |
| Michelle Choi-Lee | Luise Helm        | Agent Browning          |
| Blair Underwood   | Matti Klemm       | Agent William J. Carter |
| Carmel Amit       | Berenice Weichert | Anna Carter             |
| Kiernan Shipka    | Luisa Wietzorek   | Carrie Anne Camera      |
| Dakota Daulby     | Nicolás Artajo    | FBI-Agent Horatio Fisk  |
| Maika Monroe      | Victoria Frenz    | FBI-Agent Lee Harker    |
| Daniel Bacon      | Florian Halm      | Gerichtsmediziner       |
| Peter Bryant      | Wolfgang Wagner   | leitender FBI-Agent     |
| Ava Kelders       | Pola von Sauken   | Ruby Carter             |
| Alicia Witt       | Dorette Hugo      | Ruth Harker             |

## Rezeption

### Altersfreigabe
In den USA erhielt der Film von der MPAA ein R-Rating, was einer Freigabe ab 17 Jahren entspricht. In Deutschland wurde der Film von der FSK ab 16 Jahren freigegeben. In der Freigabebegründung heißt es, der Film habe eine düstere Grundstimmung und enthalte mehrere drastische Gewaltdarstellungen sowie eine Selbsttötung. Diese Szenen würden jedoch nicht reißerisch ausgespielt.

### Kritiken und Einspielergebnis
Von den bei Rotten Tomatoes aufgeführten Kritiken sind 86 Prozent positiv, womit er aus den 25. Annual Golden Tomato Awards als Fünftplatzierter unter den Horrorfilmen des Jahres 2024 hervorging. Bei Metacritic erhielt der Film einen Metascore von 77 von 100 möglichen Punkten.

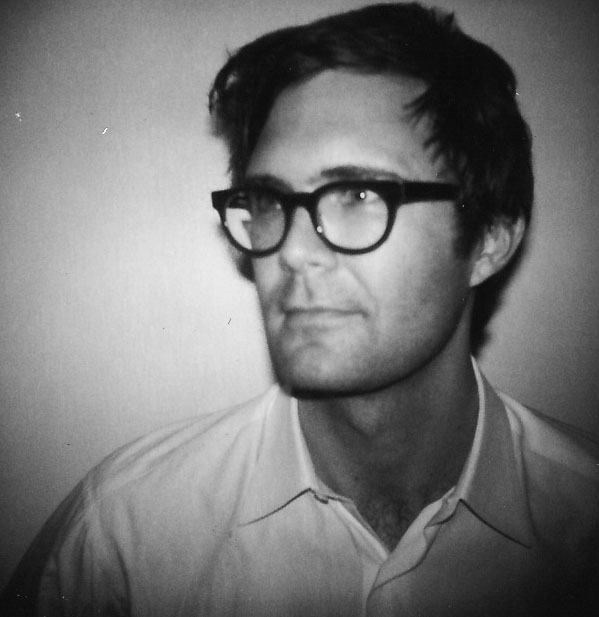
Regisseur Oz Perkins

Jeannette Catsoulis schreibt in der New York Times, während Oz Perkins in seinen Filmen wie I Am the Pretty Thing That Lives In the House von 2016 und The Blackcoats Daughter von 2017 seine Begabung für das Unheilvolle und Anspielungen in den Vordergrund rückte, sei man sich bei Longlegs nie ganz sicher, ob er es ironisch oder ernst meint, ob er einen veräppeln will, weil er von Verrücktheit durchzogen sei und der unheimliche, bedrohliche Ton des Films oft von einer seltsamen, schrägen Art von Komik untergraben würde. Catsoulis nennt eine Szene als Beispiel, in der Nicolas Cage in der Rolle von Longlegs in etwas, das wie Pantoffeln und ein Hauskleid aussieht, einen Baumarkt betritt. Er ähnele in dieser einer Mischung aus Buffalo Bill und Tootsie. Gut funktioniere hingegen Andrés Arochis Kameraarbeit, der eine herrlich düstere Stimmung und das prickelnde Gefühl der Vorahnung hervorrufe. Ihm gelinge es, Longlegs' mit Plastikfolien verhangenes Versteck so bedrohlich aussehen zu lassen, als sei es der Vorhof zur Hölle. So gruselig und stilvoll Longlegs in vielen Momenten auch ist, sei der Film manchmal auch enttäuschend.
Chris Schelb bemerkt in seiner Kritik für outnow.ch, wenn Lee Harker, wie viele andere Figuren auch, oft alleine gezeigt wird und im Bildausschnitt oft umgeben von viel leerem Platz und wenig Licht ist, erwecke dies den Anschein, als könne sie selbst jederzeit von der Dunkelheit verschlungen werden. Auch stelle sich seitens des Publikums das paranoide Gefühl ein, irgendwelche Umrisse im Hintergrund gesehen zu haben. Die Bedrohung sei jedoch nicht nur visuell, sondern vor allem auch akustisch jederzeit da. Der Sound-Designer Eugenio Battaglia habe einen mit ASMR-Elementen bespränkelten, hypnotischen und unterschwelligen Klangteppich geschaffen, der von Anfang an beunruhigend sei. In seiner ruhigen Erzählweise und wegen der übernatürlichen Elemente sei Longlegs mit Schockern wie Hereditary zu vergleichen, auch wenn Perkins wegen einer gewissen Unfokussiertheit nicht die Klasse des Ari-Aster-Debüts erreiche. Das Handlungsgerüst wiederum erinnere an Thriller wie Das Schweigen der Lämmer und Sieben,  die mysteriösen Elemente an Cure.
Die weltweiten Einnahmen des Films aus Kinovorführungen belaufen sich bislang auf rund 109 Millionen US-Dollar. In den deutschen Kinos verzeichnet der Film 187.215 Besucher.

### Auszeichnungen
Astra Film Awards 2024
- Nominierung als Bester Horrorfilm[25]

Critics’ Choice Super Awards 2025
- Nominierung als Bester Horrorfilm
- Nominierung als Bester Schauspieler in einem Horrorfilm (Nicolas Cage)

Hollywood Music in Media Awards 2024
- Nominierung für die Beste Filmmusik in einem Horrorfilm (Elvis Perkins)[26]

NAACP Image Awards 2025
- Nominierung für die Beste Kamera (Andrés Arochi)[27]

Seattle Film Critics Society Awards 2024
- Nominierung als Bösewicht des Jahres (Nicolas Cage als „Longlegs“)[28]

Saturn Awards 2025
- Nominierung als Bester Horrorfilm
- Auszeichnung für das Beste Drehbuch (Oz Perkins)
- Nominierung für das Beste Szenenbild (Danny Vermette)
- Nominierung für das Beste Make-up (Felix Fox)